# Cristina Maestre
Cristina Maestre Martín de Almagro (1975) es una trabajadora social y política española del Partido Socialista Obrero Español (PSOE), vicesecretaria general del PSOE de Castilla-La Mancha desde 2012 y diputada del Parlamento Europeo desde el 2 de julio de 2019. Fue senadora en las Cortes Generales entre 2004 y 2011.

## Biografía
Nacida el 27 de julio de 1975 en Ciudad Real, Maestre, que se convirtió en concejala del Ayuntamiento de Daimiel en 2003, desempeñó en el consistorio las funciones de responsable del Área de Bienestar Social y de teniente de alcalde. Resultó elegida senadora por la provincia de Ciudad Real en las elecciones generales de 2004 (viii legislatura). Renovó su escaño de senadora en las elecciones generales de 2008 (ix legislatura). Después del IX Congreso regional del PSOE Castilla-La Mancha, quedó integrada en octubre de 2017 como vicesecretaria general y portavoz de la ejecutiva regional. En 2019 se anunció su inclusión en el número 10 de la lista del PSOE de cara a las elecciones al Parlamento Europeo de 2019 en España, donde es Vicepresidenta de la Comisión de Peticiones.